# Боз-Караган
Боз-Караган (кирг. Боз-Караган) — село в Алайском районе Ошской области Кыргызстана. Административный центр Конур-Добонского айылного аймака.

## География
Село расположено в южной части области, на левом берегу реки Куршаб, на расстоянии приблизительно 1 километра (по прямой) к северо-западу от села Гульча, административного центра района. Абсолютная высота — 1521 метр над уровнем моря.

## Население
Согласно оценочным данным Национального статистического комитета Кыргызской Республики, численность населения села на начало 2023 года составляла 1515 человек.
| год     | 2009 | 2014 | 2015 | 2020 | 2021 | 2023 |
| ------- | ---- | ---- | ---- | ---- | ---- | ---- |
| человек | 992  | 1280 | 1308 | 1434 | 1477 | 1515 |